# Lirey
Lirey ist eine französische Gemeinde mit 115 Einwohnern (Stand 1. Januar 2022) im Département Aube in der Region Grand Est (bis 2015 Champagne-Ardenne). Sie gehört zum Arrondissement Troyes und zum Kanton Les Riceys. An der südöstlichen Gemeindegrenze verläuft das Flüsschen Mogne.

## Geschichte

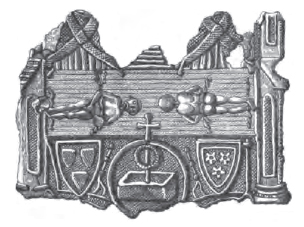
Pilgermedaillon mit dem Turiner Grabtuch und den Wappen von Geoffroy de Charny und Jeanne de Vergy

Die Eigentümer des heute als Turiner Grabtuch bezeichneten Leinens lassen sich lückenlos bis zu Geoffroy de Charny und seiner Frau Jeanne de Vergy nachweisen. Auf welche Art und Weise sie in den Besitz des Tuches kamen, ist bislang nicht bekannt. 
Am 16. April 1349 schrieb Geoffroy de Charny an Papst Clemens VI. und setzte ihn von seiner Absicht in Kenntnis, in Lirey, dem kleinen Dörfchen seines Lehens, eine Kirche mit fünf Kanonikern zu stiften, was ihm vom Papst gewährt wurde. Seine Gefangennahme durch die Engländer im selben Jahr verzögerte jedoch die Gründung des Stiftes bis zum 1. Juli 1353, für das er von König Johann dem Guten eine jährliche Rente erhielt. Die kleine, aus Holz errichtete Stiftskirche Sainte-Marie wurde schließlich 1356, nur wenige Monate vor dem Tode Charnys, geweiht, nachdem bereits am 3. August 1354 Papst Innozenz VI. Pilgern Ablass gewährte, die die Kirche von Lirey besuchen. Das Grabtuch wurde erstmals um 1355/1357 in dieser Kirche öffentlich ausgestellt. Das genaue Datum ist nicht bekannt, ebenso wenig, ob dies noch kurz vor oder bereits nach dem Tode Geoffroy de Charnys erfolgte. Erhalten geblieben ist jedoch ein kleines Pilgermedaillon, das 1855 in Paris im Schlamm der Seine gefunden wurde, auf dem das Tuch und die Wappen von Geoffroy de Charny und seiner zweiten Frau Jeanne de Vergy abgebildet sind. Henri de Poitiers, der Bischof von Troyes, erwähnte in einem Schreiben vom 28. Mai 1356 „die fromme Hingebung des besagten Ritters [Geoffroy], mit der er das Tuch bis zum heutigen Tag verehrte und jeden Tag mehr verehrt“ und am 5. Juni 1357 gewährten zwölf Bischöfe des Heiligen Stuhls in Avignon all jenen Ablass, die die Kirche zu Lirey und deren Reliquien aufsuchen und für die Seelen des Ritters Geoffroy und seiner ersten Frau Jeanne de Toucy beten.
Als marodierende Banden das Tuch in Lirey bedrohten, wurde es von Kanonikern aus Sicherheitsgründen 1418 in eine Kapelle nach Saint-Hippolyte gebracht.

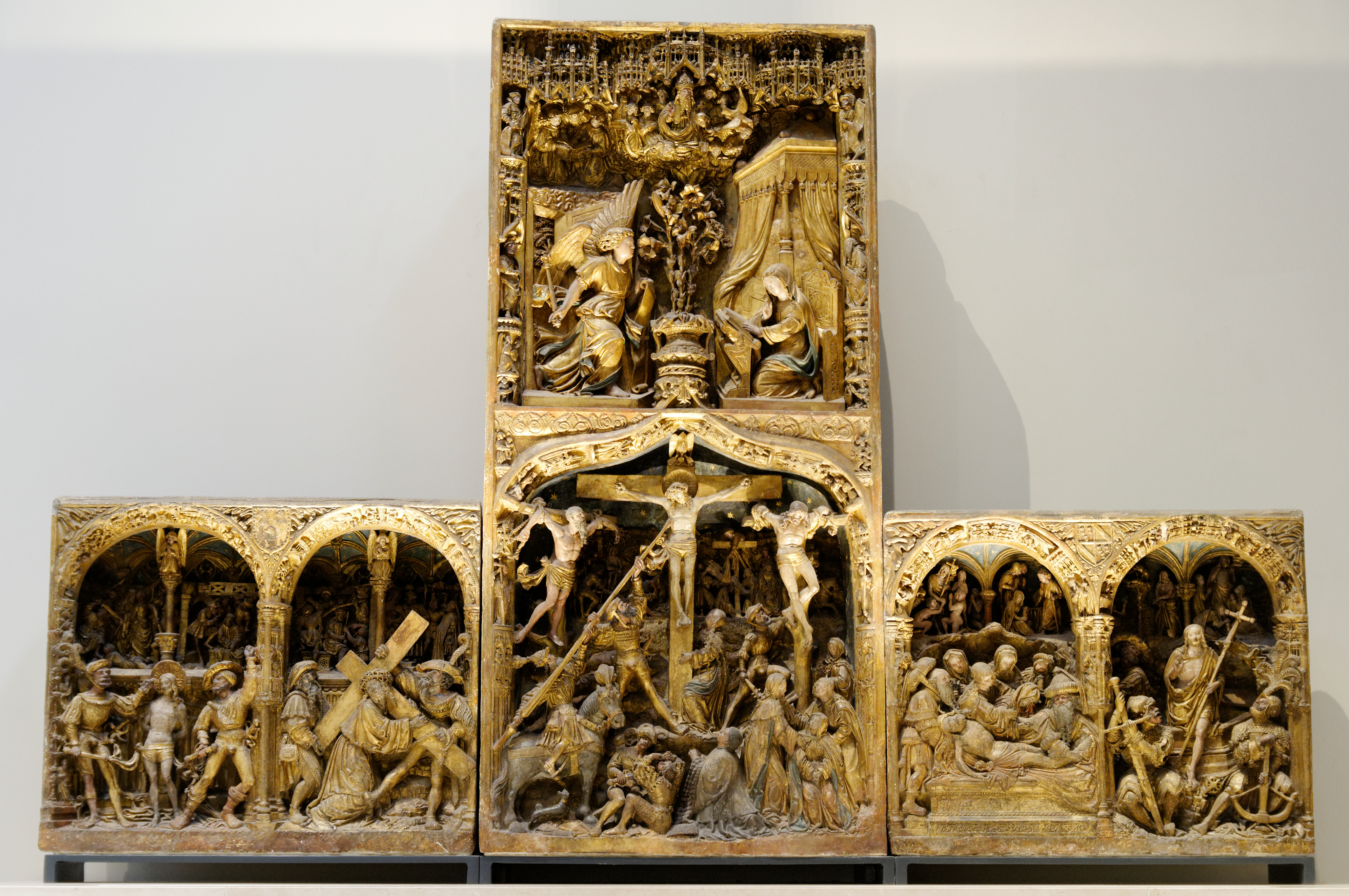
Der Altar von Lirey, Anfang 16. Jahrhundert

Die Stiftskirche wurde 1526 erneuert, in der Revolution zerstört und 1897 wiederhergestellt.  Die Altare befinden sich heute im Victoria and Albert Museum in London bzw. (seit 1828) im benachbarten Crésantignes.

### Bevölkerungsentwicklung
| Jahr      | 1962 | 1968 | 1975 | 1982 | 1990 | 1999 | 2011 | 2018 |
| Einwohner | 71   | 77   | 59   | 65   | 93   | 94   | 110  | 103  |